# Franz Löser
Franz Löser (* 26. Februar 1889 in Neunkirchen, Niederösterreich; † 23. Juli 1953 in Wien-Penzing) war ein österreichischer Schauspieler und Mundartdichter, der auch die Pseudonyme Manfred Gollner und Franz Karl Eder nutzte.

## Leben
Er war zunächst Arbeiter, ab 1910 Schriftsteller in Salzburg. Löser kam über seine Bekanntschaft mit Hermann Bahr in Kontakt mit Hugo von Hofmannsthal. In der Jedermann-Inszenierung von Max Reinhardt bei den ersten Salzburger Festspielen 1920 verkörperte er den Spielansager, eine Rolle, in der er bis 1934 zu sehen war. Begeistert vom Stück und beeindruckt von der Reaktion des Publikums schrieb er 1921 – mit Zustimmung Hofmannsthals – eine Dialektfassung, die er zunächst mit einer eigenen Theatergruppe bewarb und die als Mondseer Jedermann 1922 in Mondsee uraufgeführt wurde. Das Stück wird seither alljährlich im Juli und August wieder aufgeführt. Auch in Zell am See und in Kitzbühel wurde das Stück aufgeführt.
Juni 1933 trat er der illegalen NSDAP bei, schließlich auch der Nationalsozialistischen Volkswohlfahrt, wurde Ortsgruppenleiter der Deutschen Arbeitsfront. Sein Antrag auf reguläre Aufnahme in die Partei nach dem Anschluss Österreichs scheiterte daran, dass er Kohlengutscheine unterschlagen hatte. 1946 wurde er vom Volksgericht Wien wegen Verstößen gegen das Verbotsgesetz und das Kriegsverbrechergesetz zu vier Jahren schweren Kerkers verurteilt.
Lösers Jedermann-Fassung wird auch seit 1956 alle drei Jahre in Faistenau am Dorfplatz unter der 1000-jährigen Linde aufgeführt.

## Werke

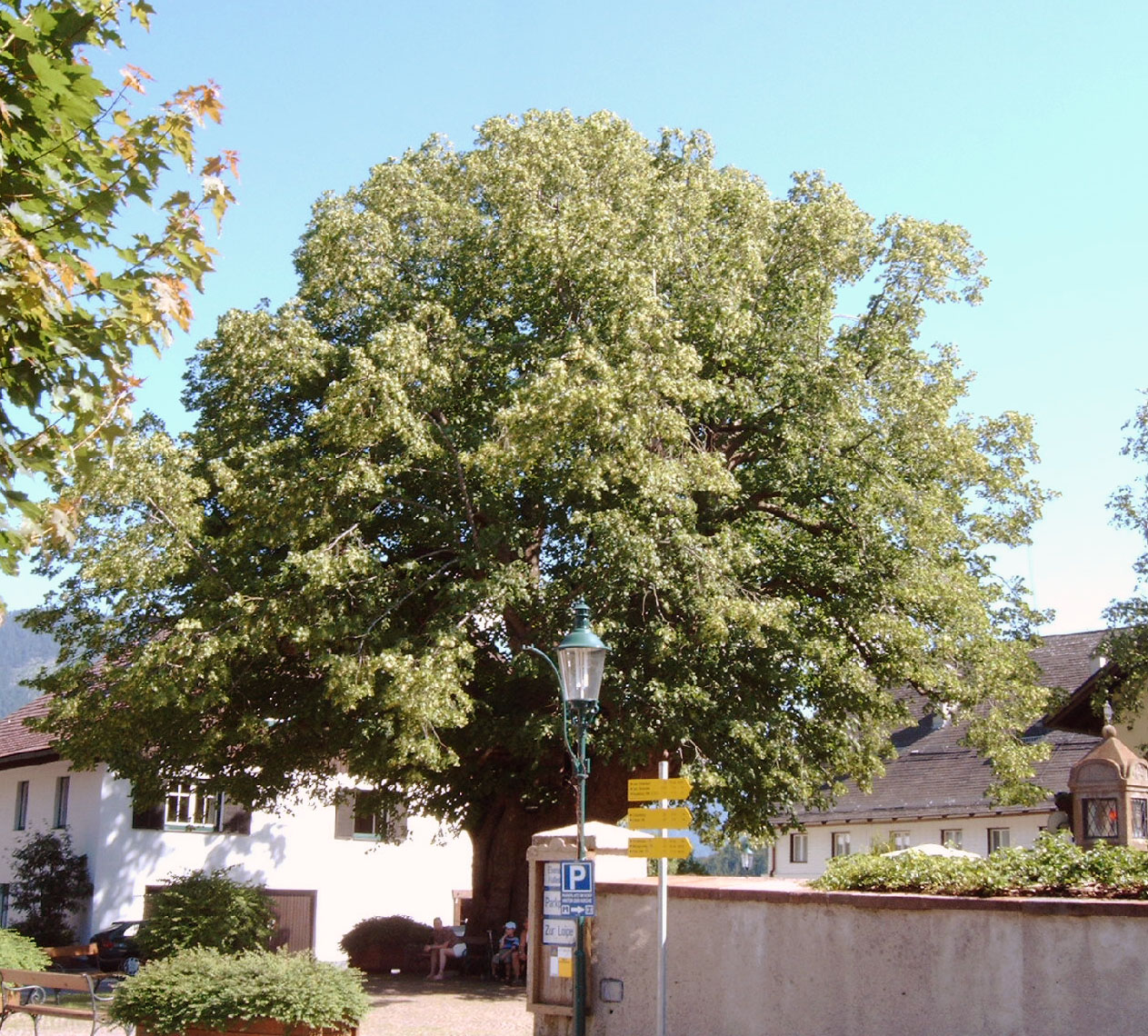
Spielort in Faistenau

- Mondseer Jedermann. München, unbekanntes Jahr
- Erben der Erde. Bauernroman. Augarten-Verlag 1932
- Der Bergherr von Gastein – Die Geschichte der Weitmoser und des Martin Lodinger. Amalthea, Wien 1930 (zur Familie Weitmoser). Weitere Auflagen: Verlag Karl Krauth, Gastein 1941, 1949 Neuauflage